# Eva Ment

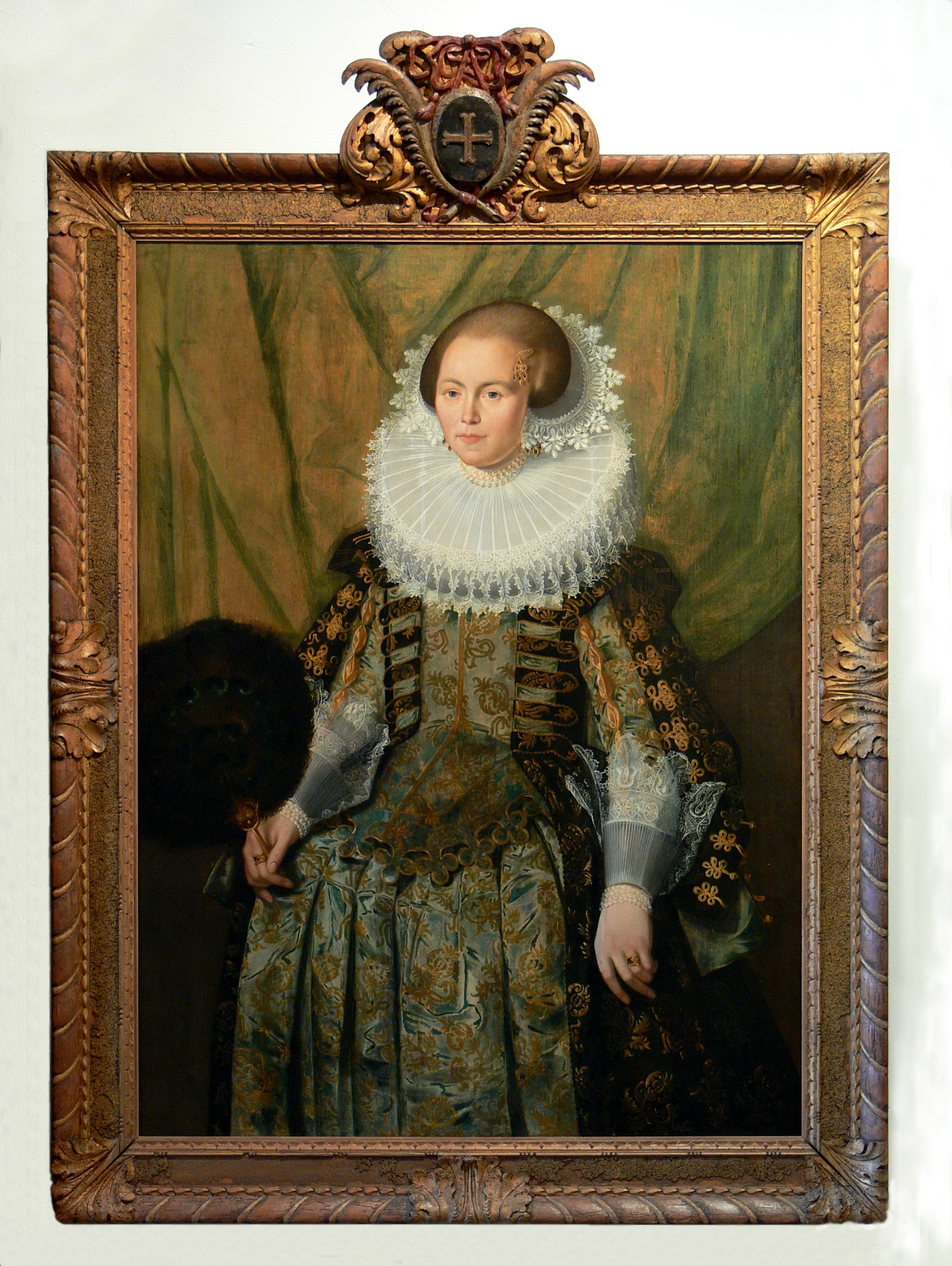
Eva Ment

Eva Ment (getauft 1. Januar 1606 in Amsterdam; begraben 12. Mai 1652 ebenda) war die Frau des niederländischen Generalgouverneurs Jan Pieterszoon Coen in Indonesien und erwarb sich dort hohes Ansehen.
Sie wurde am 1. Januar 1606 in der Alten Kirche in Amsterdam getauft und muss demnach in den letzten Tagen des Jahres 1605 geboren worden sein. Sie war Tochter des Bierbrauers Claes Corneliszoon Ment und seiner Frau Sophia Benningh (1561–1627). 1625 heiratete sie den doppelt so alten ehemaligen Generalgouverneur der Niederländische Ostindien-Kompanie, Jan Pieterszoon Coen (1587–1629). Zwei Jahre später kehrte dieser auf seinen Posten nach Batavia zurück, und seine junge Frau ging mit. Sie wurde von ihrer Mutter, ihrem Bruder Gerrit und ihrer Schwester Lysbeth begleitet.
Coen wollte aus dem Handelsposten Batavia eine richtige Kolonie mit niederländischen Familien machen. Indem er eine junge Frau heiratete und mit ihr ein neues Leben in der 1619 gegründeten Stadt begann, wollte er dabei selbst mit gutem Beispiel vorangehen. Langfristig hatte er allerdings nur mäßigen Erfolg, denn die Niederlande galten im 17. Jahrhundert als der reichste und freieste Staat Europas, so dass ihre Einwohner wenig Anreiz zum Auswandern verspürten.
In Batavia angekommen, führte Eva Ment nahezu das Leben einer Königin mit zahlreichen Bediensteten. Diese herausgehobene Stellung spiegelt sich auch in einem Porträt, das kurz vor ihrer Abfahrt gemalt wurde und sich heute im Westfriesischen Museum der Stadt Hoorn befindet. Hier erscheint sie in kostbarer Kleidung und mit Schmuck behangen als "First Lady von Niederländisch-Indien". Eine ihrer Aufgaben in der Kolonie bestand darin, sich um Mädchen zu kümmern, die von Compagnie-Angestellten mit einheimischen Frauen gezeugt und dann zurückgelassen worden waren. Eines dieser Mädchen war die frühreife Sara Specx (1617–1636), die 1629 einen Sex-Skandal verursachte und dafür von Coen hart bestraft wurde.
Binnen kürzester Zeit gewann Eva Ment hohes Ansehen bei der Bevölkerung. Sogar ein Gegner ihres Mannes, Jacques Specx, beschrieb sie als „eine Dame, die (...) aufgrund ihres diskreten, ehrlichen Umgangs und ihrer guten Manieren von jedermann geliebt und respektiert wurde“. Dies hatte vermutlich auch damit zu tun, dass sie es ablehnte, sich in Sicherheit zu bringen, als Batavia vom Sultan von Mataram belagert wurde.
Nach dem plötzlichen Tod Coens im September 1629 kehrte Ment nach Amsterdam zurück. Unterwegs starb ihre Tochter Johanna, so wie zuvor schon in Batavia ihr erstes Kind Geertruit. Auch ihre Mutter und ihr Bruder hatten den Aufenthalt in den Tropen nicht überlebt. Ment heiratete danach noch zweimal: den Direktor der Niederländischen Westindien-Kompanie, Marinus Louwissen van Bergen (1598–1645), und nach dessen Tod den Advokaten Isaac Buys (1618–1684). Aus der Ehe mit van Bergen gingen vier Söhne und eine Tochter hervor. Am 12. Mai 1652 wurde Ment in der Amsterdamer Westerkerk begraben.

## Belege
1. ↑  Christoph Driessen: Die Muskatprinzessin. Langwedel 2020, Nachwort ab Seite 502.
2. ↑   Christoph Driessen: Die Muskatprinzessin. Langwedel 2020, S. 252 ff.
3. ↑  Jur van Goor: Jan Pieterszoon Coen. 1587-1629. Koopman-koning in Azië, Amsterdam 2015, S. 485
4. ↑  Zit. n.: Driessen: Die Muskatprinzessin, S. 505.

| Personendaten    | Personendaten                     |
| ---------------- | --------------------------------- |
| NAME             | Ment, Eva                         |
| KURZBESCHREIBUNG | niederländische Gouverneursgattin |
| GEBURTSDATUM     | getauft 1. Januar 1606            |
| STERBEDATUM      | begraben 12. Mai 1652             |